# Aplysina archeri
Aplysina archeri là một loài động vật thân lỗ có cấu trúc dạng ống dài của hình trụ. Nhiều ống được gắn với một phần cụ thể của sinh vật. Một ống duy nhất có thể phát triển lên cao đến 5 feet (1,5 m) và dàicao và dày đến 3 inch (7,6 cm) dày. Loài bọt biển này chủ yếu sinh sống ở Đại Tây Dương: Caribbean, Bahamas, Florida, và Bonaire. Chúng ăn lọc, ăn thực phẩm như sinh vật phù du hoặc mảnh vụn chúng giữ lại khi lọc. Rất ít thông tin về mẫu hành vi của trừ đặc điểm sinh thái về hành vi ăn uống và sinh sản. Loài này có nhiều màu sắc khác nhau trong đó có màu hoa oải hương, màu xám và nâu. Chúng sinh sản bằng cả hình thức sinh sản vô tính và sinh sản hữu tính. Khi chúng phun tinh trùng ra, tinh trùng trôi nổi trong nước và cuối cùng đọng lại ở đâu đó nơi chúng bắt đầu để tái tạo các tế bào và phát triển. Loài bọt biển phải mất hàng trăm năm để phát triển và không bao giờ ngừng phát triển cho đến khi chết. Ốc sên là những kẻ thù tự nhiên của chúng. Dân số dày đặc của những bọt biển đang giảm sút vì rác thải hại và sự cố tràn dầu.